# Rymosia tristis
Rymosia tristis är en tvåvingeart som beskrevs av Loïc Matile 1967. Rymosia tristis ingår i släktet Rymosia och familjen svampmyggor. Inga underarter finns listade i Catalogue of Life.